# Luis Hernando Gómez
Luis Hernando Gómez Bustamante (El Águila, Valle del Cauca, 14 de marzo de 1958), conocido por el alias de Rasguño, es un exnarcotraficante del Cartel del Norte del Valle. Fue arrestado en 2004 y en 2007 extraditado a Estados Unidos por cargos de blanqueo de dinero y contrabando de drogas. Debe su apodo a que tras haber sido rozado en la mejilla por una bala, desestimó la herida como «solo un rasguño».

## Biografía
Luis Hernando Gómez es hijo del exalcalde de Marsella (Risaralda) Libardo Gómez, en cuya finca se habrían realizado reuniones entre políticos y paramilitares. Comenzó a trabajar de la mano de Orlando Henao Montoya en 1989 en el Cartel del Norte del Valle.

## Acusaciones en su contra
Según los fiscales, Gómez pasó de bombeo de gas en 1991 a la declaración de propiedad por valor de más de medio millón de dólares al año después. De acuerdo con los fiscales federales de Estados Unidos, Gómez gestionó el imperio del Norte del Valle de 1990 a 2004. Entre 1997 y 2004 sería procesado en Estados Unidos tres veces en tres estados diferentes. La primera acusación emitida en enero de 1997 en el distrito Sur de Virginia está bajo los cargos de Continuing Criminal Enterprise, conspiración, armas de fuego y lavado de dinero.
El 10 de octubre de 2002, se emitió una acusación en el distrito Este de Nueva York por cargos de narcotráfico y lavado de dinero. En marzo de 2004, Washington D. C. acusó a Gómez de tráfico de drogas y cargos de RICO. El 11 de marzo de 2004, la policía colombiana realizó incursiones contra Gómez, despojándolo de 68 fincas, 24 oficinas y 17 estacionamientos, así como otros artículos y propiedades, por un valor total de más de 100 millones de dólares.
Sostuvo gran alianza con el capo mexicano Amado Carrillo Fuentes, alias Señor de los cielos.

## Captura y extradición
El 2 de julio de 2004, Gómez fue capturado mientras bajaba de un avión en el Aeropuerto Internacional José Martí en La Habana bajo cargos de inmigración. Gómez intentaba entrar en Cuba con un pasaporte falsificado. Se cree que Gómez estaba huyendo de la recompensa de US$5 millones por su captura colocada por el Departamento de Estado de los Estados Unidos y posible extradición a los Estados Unidos. Debido a las tensas relaciones entre Cuba y Estados Unidos, Colombia se vio obligada a actuar como intermediaria para asegurar la deportación y extradición de Gómez a los Estados Unidos.
El 9 de julio de 2007, Gómez fue extraditado de Cuba a Colombia. Poco antes declaró en una entrevista para RCN Televisión, que envió hasta 11 toneladas de cocaína en una noche a los Estados Unidos, cocaína comprada a las antiguas AUC de Salvatore Mancuso.
El 19 de julio de 2007 el procedimiento de extradición comenzó con la policía colombiana que transportaba a Gómez de la Cárcel de Cómbita para ser entregada a agentes de la Administración para el Control de Drogas (DEA) de los Estados Unidos. Gómez fue equipado con un chaleco antibalas como él fue transportado al aeropuerto para la extradición. El citado temor era un atentado contra su vida por parte de narcotraficantes o políticos corruptos temiendo que testimonio contara. Se cree que su testimonio y computadora personal mostraría vínculos con funcionarios políticos y la policía, así como exponer el comercio colombiano de cocaína y el Cártel Norte del Valle.
El 18 de octubre de 2008 Gómez se declaró culpable de cargos de extorsión en un tribunal de Washington. También admitió el envío de más de 500.000 kilogramos de cocaína a Estados Unidos a través de México entre 1990 y 2004, así como la conspiración para hacer y distribuir más de 10.000 kilogramos de cocaína destinados a los EE. UU. Debido a un acuerdo de extradición entre Estados Unidos y Colombia Gómez no puede recibir una sentencia de cadena perpetua, por lo que un juez del distrito Este de Nueva York lo sentenció a 30 años de cárcel.